# Brazalete de Metz 1944
El Brazalete de Metz 1944, (en alemán: Ärmelband Metz 1944) fue una condecoración militar alemana de la Segunda Guerra Mundial instituida para recompensar a los miembros de la Wehrmacht que participaron en la batalla de Metz en 1944.

## Requisitos
Después de la batalla de Normandía, el avance del 3.º Ejército de los EE. UU. hacia Alemania se encontró con una fuerte resistencia en Metz por parte de las tropas de Joachim von Siegroth reunidas apresuradamente, tropas compuestas por diversas unidades de las Waffen-SS y del Heer, con personal y estudiantes de la escuela de cadetes de oficiales de Metz. Esta resistencia ayudó a retrasar el avance aliado hacia Alemania.
El brazalete fue establecido el 24 de octubre de 1944 por Adolf Hitler. En principio, todas las tropas de Siegroth podían optar a dicho brazalete, incluidos soldados y oficiales, que habían participado en los combates en Metz del 27 de agosto al 25 de septiembre de 1944 durante al menos siete días, o un tiempo menor si habían sido heridos. Aunque la lucha alrededor de Metz continuó hasta diciembre de 1944, no podían optar aquellos que hubieran combatido después del 25 de septiembre. Estos combates fueron posteriores a la participación de Siegroth, que había soportado la peor parte del enfrentamiento inicial que rechazó con éxito al Ejército de los EE. UU. 
El brazalete también estaba destinado a ser una Insignia de Tradición (Traditionsabzeichen) para ser usada por todo el futuro personal y cadetes oficiales de la Escuela de Cadetes de Metz, (Fahnenjunkerschule VI), todo el tiempo que estuvieran sirviendo allí. La escuela cerró antes de que esto se implementara.

## Diseño y uso
El brazalete era una banda de tela negra de 32 mm de ancho, con bordes plateados, con la inscripción Metz 1944 bordada en una trenza plateada, similar en estilo a los brazaletes de regimiento y de división de las Waffen-SS.
Era usado en la parte inferior de la manga izquierda del uniforme, incluso por miembros de organizaciones del partido nazi. Cuando se otorgaban dos o más brazaletes de campaña, el primero de ellos se colocaba encima de los posteriores, aunque no había ninguna norma escrita sobre ello.
Existen evidencias de que algunos se concedieron hasta justo antes del final de la guerra, aunque no se distribuyeron ampliamente.
Las condecoraciones de la época nazi fueron prohibidas después de la guerra. El brazalete de Metz fue uno de los que la República Federal de Alemania volvió a autorizar para su uso en 1957. Si bien muchos premios se rediseñaron para eliminar la esvástica, el brazalete original se podía usar inalterado ya que no llevaba este símbolo. Los miembros veteranos de la Bundeswehr podían llevar la condecoración en su ribete, representada por una pequeña réplica del diseño del brazalete en una cinta negra con una franja plateada cerca de cada borde.